# Harvey Schmidt
Harvey Lester Schmidt (* 12. September 1929 in Dallas, Texas; † 28. Februar 2018 in Tomball, Texas) war ein US-amerikanischer Komponist. Er war bekannt für seine zahlreichen Musicals, darunter das Musical, welches am längsten am Stück gespielt wurde: The Fantasticks (1960–2002).

## Leben
Schmidt begann ein Kunst-Studium an der University of Texas in Austin und traf dort den Musical-Autor Tom Jones (1928–2023). Für diesen begann Schmidt, Schauspiel-Studenten auf dem Klavier zu begleiten. Kurze Zeit später begannen die beiden mit dem Schreiben von Musicals. Das erste veröffentlichte Stück war eine Revue. Nach seinem Dienst in der Armee zog Schmidt nach New York City, um dort als Zeichner für NBC zu arbeiten. Später arbeitete er auch als Illustrator unter anderem für die Magazine Life, Sports Illustrated und Fortune.
Schmidt schrieb alle seine bedeutenden Musicals zusammen mit dem Autor Tom Jones. Sein bedeutendstes Werk ist das zwischen 1960 und 2002 insgesamt 17.162 mal Off-Broadway-aufgeführte Musical The Fantasticks. Schmidt arbeitete 1995 auch an der Film-Adaption dieses Werks unter gleichem Titel mit. 1992 erhielt Schmidt für The Fantasticks einen Tony Honors for Excellence in Theatre-Award.
Die nächsten erfolgreichen Musical des Teams Schmidt/Jones waren 1963 110 in the Shade (330 Vorstellungen, nominiert für den Tony Award in der Kategorie Komponist und Texter) und I Do! I Do! (1966, 560 Broadway-Aufführungen, Deutsch: ... bis dass der Tod uns scheidet). 
Schmidt wurde in die American Theater Hall of Fame aufgenommen.
Eine CD mit dem Titel Harvey Schmidt plays Jones and Schmidt wurde 2005 veröffentlicht.

## Werke

### Musicals
- Shoestring '57 (1957)
- Demi-Dozen (1958)
- The Fantasticks (1960)
- 110 in the Shade (1963)
- I Do! I Do! (1966)
- Celebration (1969)
- Colette (1970)
- Bad Company (1972)
- Philemon (1973)
- Colette (1982)
- Grovers Corners (1987)
- Mirette (1996)
- Roadside (2001)[3]

### Sonstige
- 1972: In schlechter Gesellschaft (Bad Company) (Spielfilm)
- "I Can See It" from the musical The Fantasticks; später aufgenommen von Barbra Streisand
- "Much More" from the musical The Fantasticks; später aufgenommen von Barbra Streisand für The Barbra Streisand Album
- "Soon it's gonna rain|Soon It's Gonna Rain" aus dem Musical The Fantasticks; später aufgenommen von Barbra Streisand für The Barbra Streisand Album
- "Try To Remember" aus dem Musical The Fantasticks
- "My Cup Runneth Over" aus dem Musical I Do! I Do!, später aufgenommen von Ed Ames.